# 2008-as SunTrust Indy Challenge
A 2008-as SunTrust Indy Challenge a kilencedik verseny a 2008-as IndyCar Series szezonban, a versenyt 2008. június 28-án rendezték meg a 0.75 mérföldes (1.207 km) Richmond International Raceway-en, a Virginiai Henrico megyében. A start után Ryan Hunter-Reay megpördült a célvonalnál és belengették a sárgazászlót. Az első 7 kör sárgazászló alatt telt el. A nyolcadik körben amikor elengedték a mezőnyt és egy kör sem telt el és ismét sárga zászlós szakasz következett. Will Power Hélio Castroneves előtt vezetett amikor elvesztette az irányítást az autója fölött és a 4-es kanyarban kicsúszott. A mezőnyt a 21. körben engedték el. A 31. körben A. J. Foyt IV és John Andretti kerekei összeértek és Foyt kicsúszott a kettes kanyarban. A sárgazászlós szakasz alatt a legtöbben kimentek boxkiállásra kivéve Danica Patrick és az újonc Jaime Camara és a legtöbb élenálló.
Kanaan ismét az élen állt miután a versenyt újraindították a 67. Az újraindítás után nem sokkal Buddy Rice megpördült és falnak csapódott. Nem sokkal ezt követően Darren Manning, Ryan Briscoe és Bruno Junqueira okoztak balesetet amiben csak Junqueira kényszerült feladni a versenyt. Camara állt az élre az újraindítást követően mögötte Kanaan, Patrick és Castroneves csatázott a második helyért. Mögöttük John Andretti és Vitor Meira ért össze és mindketten kicsúsztak és mindketten kiállni kényszerültek a versenyből. Patrick visszament a boxba mert fogyóban volt az üzemanyag már. Camara még mindig az első helyen állt az újraindítás után és remekül védekezett Kanaan-al szemben. A 116. körben Marco Andretti átvette a vezetést Camara-tól.
Graham Rahal a 133. körben a falnak ütközött a 4-es kanyarnál. Az élenállók mindannyian kimentek a boxba kivéve Marco Andretti-t. A zöldzászló belengetése után Hunter-Reay és Mario Moraes ütközött össze és estek ki a versenyből. Ebben az időben nagyon úgy nézett ki, hogy a versenyt leállítják az eső miatt de mégsem érte el a pályát az eső. Marco Andretti elvesztette a vezető pozíciót miután a 204. körben kiment az utolsó kiállására. A verseny újraindítását követően Kanaan állt már az élen. A 217. körig nagyon szépen haladt az első öt helyen álló pilóta de Camara a falnak csúszott és kiesett. A sárgazászlós szakasz után a verseny végéig Kanaan vezetett ezzel első győzelmét szerezte meg a szezonban.

## Rajtfelállás
| Rajtsor | Belső ív | Belső ív         | Külső ív | Külső ív          |
| ------- | -------- | ---------------- | -------- | ----------------- |
| 1       | 11       | Tony Kanaan      | 26       | Marco Andretti    |
| 2       | 06       | Graham Rahal     | 9        | Scott Dixon       |
| 3       | 15       | Buddy Rice       | 10       | Dan Wheldon       |
| 4       | 27       | Hideki Mutoh     | 2        | A. J. Foyt IV     |
| 5       | 18       | Bruno Junqueira  | 5        | Oriol Servià      |
| 6       | 6        | Ryan Briscoe     | 24       | John Andretti     |
| 7       | 20       | Ed Carpenter     | 7        | Danica Patrick    |
| 8       | 25       | Marty Roth       | 8        | Will Power        |
| 9       | 4        | Vitor Meira      | 3        | Hélio Castroneves |
| 10      | 33       | E.J. Viso        | 19       | Mario Moraes      |
| 11      | 23       | Milka Duno       | 14       | Darren Manning    |
| 12      | 02       | Justin Wilson    | 34       | Jaime Camara      |
| 13      | 17       | Ryan Hunter-Reay | 36       | Enrique Bernoldi  |

## Végeredmény
| Pozíció                                             | #  | Versenyző            | Csapat                     | Futott kör | Idő/Kiesés oka | Rajthely | Élen | Pont |
| --------------------------------------------------- | -- | -------------------- | -------------------------- | ---------- | -------------- | -------- | ---- | ---- |
| 1.                                                  | 11 | Tony Kanaan          | Andretti Green Racing      | 300        | 2:04:05.5111   | 1        | 166  | 53   |
| 2.                                                  | 3  | Hélio Castroneves    | Team Penske                | 300        | +4.7691        | 18       | 0    | 40   |
| 3.                                                  | 9  | Scott Dixon          | Target Chip Ganassi        | 300        | +6.6504        | 4        | 0    | 35   |
| 4.                                                  | 10 | Dan Wheldon          | Target Chip Ganassi        | 300        | +7.7270        | 6        | 0    | 32   |
| 5.                                                  | 5  | Oriol Servià (R)     | KV Racing                  | 300        | +10.7701       | 10       | 0    | 30   |
| 6.                                                  | 7  | Danica Patrick       | Andretti Green Racing      | 300        | +10.9198       | 14       | 0    | 28   |
| 7.                                                  | 02 | Justin Wilson (R)    | Newman/Haas/Lanigan Racing | 300        | +16.3094       | 23       | 0    | 26   |
| 8.                                                  | 23 | Townsend Bell        | Dreyer & Reinbold Racing   | 300        | +17.5175       | 21       | 0    | 24   |
| 9.                                                  | 26 | Marco Andretti       | Andretti Green Racing      | 299        | +1 Kör         | 2        | 90   | 22   |
| 10.                                                 | 33 | E. J. Viso (R)       | HVM Racing                 | 298        | +2 Kör         | 19       | 0    | 20   |
| 11.                                                 | 20 | Ed Carpenter         | Vision Racing              | 238        | +62 Kör        | 13       | 0    | 19   |
| 12.                                                 | 14 | Darren Manning       | A. J. Foyt Enterprises     | 235        | +65 Kör        | 22       | 0    | 18   |
| 13.                                                 | 27 | Hideki Mutoh (R)     | Andretti Green Racing      | 220        | Vezetői hiba   | 7        | 0    | 17   |
| 14.                                                 | 34 | Jaime Camara (R)     | Conquest Racing            | 217        | Vezetői hiba   | 24       | 44   | 16   |
| 15.                                                 | 6  | Ryan Briscoe         | Team Penske                | 158        | +142 Kör       | 11       | 0    | 15   |
| 16.                                                 | 17 | Ryan Hunter-Reay (R) | Rahal Letterman Racing     | 143        | Vezetői hiba   | 25       | 0    | 14   |
| 17.                                                 | 19 | Mario Moraes (R)     | Dale Coyne Racing          | 143        | Vezetői hiba   | 20       | 0    | 13   |
| 18.                                                 | 06 | Graham Rahal         | Newman/Haas/Lanigan Racing | 131        | Vezetői hiba   | 3        | 0    | 12   |
| 19.                                                 | 25 | Marty Roth           | Roth Racing                | 117        | Kiállt         | 15       | 0    | 12   |
| 20.                                                 | 4  | Vitor Meira          | Panther Racing             | 91         | Vezetői hiba   | 17       | 0    | 12   |
| 21.                                                 | 24 | John Andretti        | Roth Racing                | 91         | Vezetői hiba   | 12       | 0    | 12   |
| 22.                                                 | 15 | Buddy Rice           | Dreyer & Reinbold Racing   | 80         | Vezetői hiba   | 5        | 0    | 12   |
| 23.                                                 | 18 | Bruno Junqueira      | Dale Coyne Racing          | 78         | Vezetői hiba   | 9        | 0    | 12   |
| 24.                                                 | 2  | A. J. Foyt IV        | Vision Racing              | 29         | Vezetői hiba   | 8        | 0    | 12   |
| 25.                                                 | 8  | Will Power (R)       | KV Racing                  | 8          | Vezetői hiba   | 16       | 0    | 10   |
| 26.                                                 | 36 | Enrique Bernoldi     | Conquest Racing            | 6          | Kiállt         | 26       | 0    | 10   |
| Átlagsebesség: 108.790 mph (175.081 km/h)           |    |                      |                            |            |                |          |      |      |
| Változások az élen: 3 alkalommal 3 versenyző között |    |                      |                            |            |                |          |      |      |